# Station Kleinensiel
Station Kleinensiel (Bahnhof Kleinensiel) is een spoorwegstation in de Duitse plaats Kleinensiel, in de deelstaat Nedersaksen. Het station ligt aan de spoorlijn Hude - Nordenham-Blexen. Op het station stoppen alleen Regio-S-Bahntreinen van Bremen en Nedersaksen. Het station telt twee perronsporen, waarvan er maar één wordt gebruikt.

## Treinverbindingen
De volgende treinserie doet station Kleinensiel aan:
| Serie | Treinsoort                  | Route                                                     | Bijzonderheden |
| ----- | --------------------------- | --------------------------------------------------------- | -------------- |
| S4    | Regio-S-Bahn (NordWestBahn) | Bremen Hbf – Delmenhorst – Hude – Kleinensiel – Nordenham |                |